# Ландерс, Джон
Джон Ландерс (англ. John Maxwell Landers; род. 1952) — британский историк и демограф, исторический демограф, специалист по исторической эпидемиологии. Доктор философии, феллоу оксфордского Колледжа всех душ, почётный феллоу Хэртфорд-колледжа.
Окончил Хэртфорд-колледж, где учился в 1972-5 гг. Human Sciences.
Получил степени M.A. и доктора философии, последнюю — в Черчилль-колледже в Кембридже, с дисс. 'Some Problems in the Historical Demography of London 1670—1830'. В 1979-80 работал аналитиком в Shell UK Ltd. В 1980—2000 лектор биологической антропологии оксфордского Колледжа всех душ. Также преподавал в Университетском колледже Лондона. В 2005-11 принципал Хэртфорд-колледжа, затем там старший исследовательский феллоу. Автор Death and the Metropolis: Studies in the demographic history of London 1670—1830 (1993).
Автор монографии The Field and the Forge: Population, Production, and Power in the Pre-industrial West (Oxford University Press, 2003) {Рец., , Joel Mokyr}, высоко рекомендовавшейся в History Today.